# Defensa (hockey sobre hielo)

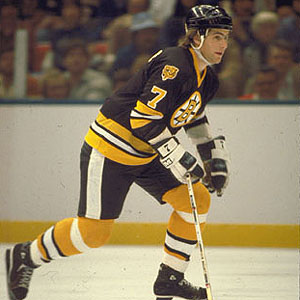
Ray Bourque, el defensor de mayor puntuación en la historia de la NHL, en 1981.

La defensa en el hockey sobre hielo es una posición de jugador cuya principal responsabilidad es evitar que el equipo contrario marque. Se les suele denominar defensas, D, D-men o blueliners (esta última referencia a la línea azul en el hockey sobre hielo que representa el límite de la zona ofensiva; los defensas se posicionan generalmente a lo largo de la línea para mantener el disco en la zona). Antiguamente se les llamaba "cover-point" (punto de cobertura).
En el juego regular, dos defensas complementan a tres delanteros y un portero en el hielo. Las excepciones incluyen las horas extraordinarias durante la temporada regular y cuando un equipo está falto de jugadores (es decir, se le ha impuesto una penalización), en las que a dos defensores normalmente se les unen sólo dos delanteros y un guardameta; en la Liga Nacional de Hockey se juegan horas extraordinarias a partir de la temporada 2015-16, los equipos tienen sólo tres jugadores de posición y un guardameta en el hielo y pueden utilizar o bien dos delanteros y un defensor (normalmente), o bien, a la inversa, dos defensores y un delantero.

## Denominaciones históricas
El juego organizado de hockey sobre hielo tiene su origen en el primer juego bajo techo en Montreal en 1875. En los años siguientes, los jugadores por equipo se redujeron a siete por equipo. Las posiciones se estandarizaron, y dos corresponden a los dos defensas de las actuales reglas de seis hombres. Estos fueron designados como punto de cobertura y punto, aunque se alineaban detrás del centro y el rover, a diferencia de hoy en día. Décadas más tarde, los defensores se estandarizaron para jugar en los lados izquierdo y derecho del hielo.

### Punto
Según uno de los primeros libros sobre hockey sobre hielo, Hockey: Canada's Royal Winter Game (1899) de Farrell, Mike Grant de las Victorias de Montreal, describe el punto como "esencialmente defensivo". No debe alejarse demasiado de su lugar, porque a menudo es prácticamente un segundo guardameta... aunque debe permanecer cerca de su portero, nunca debe obstruir la visión del disco de ese hombre. Por regla general, debe evitar las prisas por el hielo, pero si tiene una buena apertura para tal jugada, debe dar el disco a uno de los delanteros en la primera oportunidad y luego volver rápidamente a su posición, que ha sido ocupada, en el ínterin, por el punto de cobertura".

### Punto de cobertura
Hugh Baird, entonces capitán y punto de cobertura del Club de Hockey de Montreal, describe el punto de cobertura como "una combinación de un hombre de defensa y un delantero, y se le permite, en virtud de este hecho, más latitud con respecto a la salida de su posición, que a cualquier hombre del equipo, excepto al rover. En su calidad de jugador defensor, debe permanecer alrededor de sus objetivos mientras el disco esté cerca... Cuando la jugada está en el otro extremo de la pista, el punto de cobertura debe avanzar hasta aproximadamente el centro, de modo que cuando el disco se levante, pueda devolverlo sin pérdida de tiempo, a fin de mantener el juego centrado en las metas de sus oponentes, y ahorrar a sus delanteros la molestia de patinar hacia él para que puedan volver a "entrar en el juego". Es jugando muy arriba en estas circunstancias que un inteligente punto de cobertura puede sacar ventaja a su equipo. Si tiene una buena apertura, debe disparar bien a los goles, pero si no lo tiene, debe, como he dicho, devolver el disco instantáneamente".

## Distinguidos defensores
Cada año la NHL, la principal liga de hockey sobre hielo del mundo, presenta el James Norris Memorial Trophy al mejor defensor de la liga. Bobby Orr, de los Boston Bruins, ocho veces ganador del Trofeo Norris, es considerado el mejor defensor de la historia de la NHL y del hockey sobre hielo. Además de sus honores en el Norris Trophy, es el único defensor en la historia de la NHL que ha ganado el Art Ross Trophy como el máximo goleador de la liga. En 1998, Orr fue seleccionado como el mejor defensor de todos los tiempos (segundo jugador general detrás de Wayne Gretzky) en el Top 100 de jugadores de la NHL de todos los tiempos de The Hockey News.
Por el contrario, según el Equipo de Estrellas del Centenario de la IIHF (también elegido por The Hockey News), los mejores defensas que han jugado en la competición internacional autorizada por la IIHF son Vyacheslav Fetisov y Börje Salming.

## "Quedarse en casa" y "defensa ofensiva'
Los jugadores de la defensa se describen a menudo por la cantidad que participan en el delito. El extremo de la no participación en la ofensiva es un defensor que se queda en casa, que asume pocos riesgos y no anota mucho, centrándose en cambio en la defensa contra el equipo contrario. Un buen ejemplo es Rod Langway, que ganó el Trofeo Norris mientras marcaba sólo tres goles esa temporada, ya que los ganadores de los premios que le precedieron eran principalmente defensas ofensivos como Bobby Orr, Denis Potvin y Larry Robinson.
El extremo de la participación es un defensor ofensivo, que se involucra agresivamente en la ofensiva del equipo. Para lograrlo, el defensor ofensivo a menudo se lanza para evitar que la jugada se salga de juego y se mueve hacia las medias tintas y el área de la ranura alta para anotar oportunidades. Esto dificulta que el equipo contrario proteja su red de ser marcado si el equipo puede mantener el control del disco. Sin embargo, esto puede llevar a más carreras de hombres extraños y oportunidades de ruptura para el equipo contrario si el defensor no tiene éxito. La carrera de Bobby Orr de extremo a extremo le permitió defender eficazmente además de atacar. Por el contrario, Paul Coffey disfrutó de una alta producción ofensiva, pero su juego defensivo fue considerado mediocre durante la mayor parte de su carrera.

### Juego de la zona defensiva
En la zona defensiva, el defensor es responsable de mantener al mínimo las oportunidades de los delanteros contrarios cuando tienen prisa, forzándolos a ir a las esquinas y bloqueando tanto los carriles de adelantamiento como los de tiro. Cuando el ataque del adversario está presionando al equipo de la defensa, el patinador defensor suele jugar más cerca de la red, intentando de nuevo bloquear las líneas de tiro, pero también asegurarse de que el portero no se vea afectado (se le impide ver el disco en todo momento). Es especialmente crítico para el defensor evitar que los delanteros contrarios puedan moverse eficazmente delante de la red. Si se realiza un disparo a la red, un delantero no protegido puede a menudo redirigirlo con demasiada rapidez para que el portero se ajuste o bien marque en un rebote. Otra tarea importante es despejar los rebotes lejos de la portería, y preferiblemente a los compañeros del defensor, antes de que los delanteros contrarios puedan alcanzarlos.

### Juego de la zona neutral
En la zona neutral, la defensa se cuelga hacia su propia línea azul, normalmente jugando el disco con otros compañeros de equipo. Según Jay Leach, que escribe para la sección "aprender a jugar al hockey" de NHL.com, la defensa debe "mover el disco duro y rápido hacia el hombre abierto". Únete a la carrera, [pero] no la dirijas". Debido a esta responsabilidad, los defensas deben leer la estrategia defensiva del otro equipo de manera efectiva para hacer un primer pase efectivo que fomente el impulso ofensivo sin dejar al defensor fuera de posición en caso de que su equipo pierda el control del disco. En ciertas situaciones la mejor opción podría ser patinar el disco hacia la zona para mantener la velocidad ofensiva así como prevenir el fuera de juego.

### Juego de zona ofensiva
En la zona ofensiva, los patinadores de la defensa suelen "jugar la línea azul". Su deber es mantener el disco en la zona ofensiva impidiendo que cruce la línea azul que delimita donde comienza la zona ofensiva. Si el disco cruza esta línea, el infractor no puede tocar el disco en la zona del adversario sin detener el juego (véase el fuera de juego). Los defensas deben ser rápidos en pasar el disco, ayudando a sus delanteros a abrir las líneas de tiro o realizando ellos mismos los tiros abiertos cuando estén disponibles. La defensa también debe ser capaz de patinar rápidamente para cortar cualquier ruptura, moviéndose de nuevo en la zona defensiva por delante del oponente.
Esencialmente en las tres zonas de la pista, la defensa es el respaldo del disco. Nunca debe ir detrás de la defensa, a menos que el jugador lo permita. La defensa mantiene el impulso del juego directamente dirigido hacia la meta contraria, o al menos lejos de la suya.
Debido a que se espera que los defensas disparen a la red contraria desde larga distancia, estos jugadores suelen desarrollar las bofetadas más duras y precisas. Esto se debe a que tomar una posición más estacionaria en la línea azul recompensa la precisión y la paciencia, en lugar de la adepta coordinación mano-ojo atribuida a los delanteros. Al MacInnis, que fue siete veces condecorado con el "Tiro más difícil" en las competencias de habilidades de la NHL, pudo anotar frecuentemente desde la línea azul porque su bofetada era simplemente demasiado rápida para bloquearla eficazmente.
Cuando un equipo está en una jugada de poder, un defensor puede establecer jugadas en la zona ofensiva, y distribuir el disco al compañero que considere que está en la mejor posición para anotar, de manera similar a un base en el baloncesto, un director de juego en el fútbol y un mariscal de campo en el fútbol americano y el fútbol canadiense. Por esta razón, un defensor a menudo será descrito como el "mariscal de campo" del juego de poder. Esto también se conoce como "jugar el punto" (este término se deriva no de la posición de baloncesto, sino de un nombre más antiguo para la posición de defensa en el propio hockey).

## Faceoffs
Durante los enfrentamientos en la zona defensiva, la mayoría de los equipos tienen a sus jugadores de la defensa emparejados con los delanteros contrarios para atarlos, dejando a los delanteros del equipo abiertos para mover el disco, aunque esto es a discreción del entrenador individual. En la zona ofensiva, el jugador defensor actúa en su papel habitual, manteniendo el control del disco mientras los delanteros luchan por su posición.
En el primer hockey sobre hielo organizado (véase la Asociación de Hockey Amateur del Canadá), los defensores solían alinearse en formación de "I" detrás del rover (desaparecido) como punto y punto de cobertura. La defensa se sigue denominando "jugar el punto", aunque este término se refiere ahora principalmente al papel de los defensores en el juego de poder.

## Patinaje
Los defensores deben poseer excelentes habilidades de patinaje, específicamente en la velocidad, el movimiento constante de los pies y la rápida transición de adelante hacia atrás y viceversa. Con respecto al patinaje hacia atrás, los defensores deben adquirir un nivel de habilidad más alto que los jugadores ofensivos. Esto les permite enfrentarse a sus oponentes ofensivos mientras se precipitan por el hielo hacia la zona defensiva. Un defensor debe estar tan cómodo yendo hacia atrás y de lado como hacia adelante. Los defensas también deben ganar confianza en llevar rápidamente el disco para abrir el ataque durante una ruptura de la zona defensiva. Esto requiere la habilidad de salir de la zona defensiva con velocidad, pero al mismo tiempo tener la capacidad de usar su visión para ejecutar pases rápidos para abrir los delanteros, o ganar la zona neutral antes de lanzar el disco a la zona ofensiva.